# 毛纪、毛敏墓
毛纪、毛敏墓，位于山东省莱州市永安路街道西山张家村，是中华人民共和国山东省文物保护单位之一。
1992年6月12日，授予山东省文物保护单位，是明朝大臣毛纪及其父毛敏的墓葬。